# 인독트리네이션
인독트리네이션(indoctrination)은 사람에게 관념, 태도, 인지 전략 또는 전문적인 방법론을 주입(반복적인 교육을 통해 가르침)하는 과정이다(독트린 (용어) 문서 참고). 광범위하게 말하면, 인독트리네이션은 사회화의 일반적인 과정을 의미할 수 있다. 일반적인 담론에서 이 용어는 세뇌의 형태나 불쾌한 사회화 형태를 지칭하는 경멸적인 의미를 갖는 경우가 많다. 그러나 이는 문화적 전달의 긍정적인 형태와 부정적인 형태 모두를 의미할 수 있으며 분명히 교육 실천의 필수 요소이다.
교육과 인독트리네이션 사이의 정확한 경계에 대한 논쟁이 벌어지고 있다. 이 개념은 원래 교육을 지칭했지만, 제1차 세계대전 이후에는 세뇌나 선전과 유사한 경멸적인 의미를 갖게 되었다. 어떤 사람들은 인독트리네이션을 받은 사람이 자신이 배운 교리에 대해 의문을 제기하거나 비판적으로 검토하지 않아야 한다는 점에서 인독트리네이션과 교육을 구별한다. 따라서 이 용어는 종종 정치적 견해, 신학, 종교적 교리 또는 반종교적 신념의 맥락에서 경멸적으로 또는 전문 용어로 사용될 수 있다.
인독트리네이션의 일반적인 벡터에는 국가, 교육 기관, 예술, 문화 및 미디어가 포함된다. '이상형' 시민으로의 사회화 과정으로 이해되는 인독트리네이션은 민주적 정부 체제와 권위주의적 정부 체제 모두에서 발생한다.

## 같이 보기
- 문화 변용
- 세뇌
- 이념
- 채용
- 집단사고